# はるかぜに告ぐ
はるかぜに告ぐ（はるかぜにつぐ）は、吉本興業（大阪本社）所属の女性お笑いコンビ。2022年結成。NSC大阪校45期生。略称は「はる告ぐ」。

## メンバー
とんず（1998年11月27日 - ）（26歳）
ツッコミ（ネタによってボケ）・ネタ作り担当。声が低めの方。兵庫県神戸市須磨区出身。
公式ドッジボールをやっており、小学校時代は兵庫県代表、高校時代は関西代表として活動していた。大学時代にはコーチで全国優勝&優秀指揮者賞を受賞。
ギターなどの楽器が演奏でき、ネタ中にも使われる時がある。
元ダーツバー店員。医療大学を卒業しており、包帯を巻ける。
大学4年生の後期に2単位落としたことで留年（本人曰く原因は担当の先生がテストの時間を自分に教え間違えたからとのこと）、就職も白紙になる。大学5回生の時にアマチュアコンビ「ハイライツ」を組んでM-1グランプリ2017とキングオブコントに出場、キングオブコントで1回だけウケたことで芸人の道を志す。元々、中学時代には漠然と芸人になるのを決めていたという。しかし当人は、大学生の時に付き合っていた元彼氏が浮気しなかったら芸人になっていなかったとも話している（前述のM-1グランプリとキングオブコントは彼氏とは別の男友達と組んで出場したが、彼氏からはこれはとんずが浮気してるのではないかのように疑われ、そうしているうちにその彼氏が浮気したという）。
小学6年生の時、2006年のM-1グランプリで決勝進出したライセンスの動画を見たのが切っ掛けで藤原一裕のファン（特に“顔ファン”）となり、追っかけもやっていたが中学3年時に藤原の結婚発表を知って号泣、「大失恋だった」と話している。高校生の時、乾燥剤をシリカゲル純度100%にするべくシリカゲル集めに勤しんでいた。
NSC在籍時、『ハイカラ世界線』という男女コンビを組んでいた。
はるかぜに告ぐのアンチェインと自称している。これについて当人は、「『ミスター・アンチェイン』と呼ばれている、『グラップラー刃牙』シリーズに登場するビスケット・オリバのマインドが好きやから。アンチェインとは“自由人”という意味」と話している。
夢は落とし穴に落ちること、賞レース優勝。
好きな芸人はランジャタイ、爛々。元相方の名前は『概念』と書いて『かける』。
憧れてしまうと超えられないことから、「憧れの芸人は?」という問いにはいないと答えている。
芸名は、本人が元々「とんとん」と呼ばれていたので、「とん」が2回なので複数形の「s」を付けて「とんず」としたという。本人によると、音楽好きの自分らしく、アンプやギターの音量調節機能を意味する「tone」から英語表記は「TONE Z」であるとのこと。しかし、NSCの同期にとん吉（遠足ダイスキタイム）、先輩にもういっちょ!とん平（元フミ）と「とん」の付く芸名が多くいて、とん吉とはお互いに「とんちゃん」と呼び合っていたということで、ややこしく思っているという。

花妃（はなび、1997年1月13日 - ）（28歳）
旧芸名、一色といろ（いっしきといろ）
ボケ担当。声が高めの方。大阪府堺市出身。
国立大学卒業後、Webディレクターとして2年間働いていた。といろ曰く当時の編集長が15年ほど吉本にいた人で、編集長からNSCの話を聞くたび気になっていたという。
会社員（Webディレクター）時代は、コロナ禍でずっと在宅勤務だったこともあり、運動不足解消のためNSCへ入学した。入学以前はバラエティ番組をよく見ていたものの、芸人になりたいと思ったことはそれまで一度も無かったという。
19歳の時から1年間、オーストラリアに留学していた。この間にTOEIC810点の成績を収めている。
幼稚園から小中高とも私立出身である。これを活かした、あらゆることわざをお嬢様らしくする「私立ことわざ」というピンネタがある。このように、ピン芸人時代はドレスのような衣装を着て世間から少しずれたように思われるお嬢様のネタをやっていた。
相方・とんず曰く、おばちゃんイジりをされることがある。
好きな芸人はさらば青春の光、鳥居みゆき。
2025年7月11日、YouTube生配信にて芸名を「花妃」に改名することを発表。元々自身はアンチ占いだったが、結局は占い師に決めてもらったとのこと。改名のきっかけはコンビ間で名前を間違えられることが多かったためで、姓名判断によると「はるかぜに告ぐ」というコンビ名自体が「凶」、個々の芸名については一色といろが「凶」、とんずが「大凶」で、「私が大大大吉になるしかない」との思いに至り、「13画がすごくいい」と言われたことを踏まえて、自身が勧める漢字の「花」と、タロットで出た「人の上に立つ」ことへの願望を込めた「妃」の2字を合わせたと話している。

## 概要
2022年7月、NSC在学中に「ハイカラ世界線」を解散したとんずがピン芸人として活動していたといろに声をかけ、お試しとしてコンビ結成。とんずにとってのといろの第一印象は「マジで正反対のやつおる」ということだったという。コンビ名はとんずの好きなバンド・LUCKCAMEの「春風と成れ」という曲の名前から、とんずが思いつきで名付けたのが由来。とんず曰くといろに声をかけた理由は「舞台上で不思議と目を引く存在だったから」「THE Wに出場したいから」。元々といろは文化人になることが夢であり芸人になる気はなかったが、「将来的に文化人になれればよく、いますぐにはなる必要がない」と考え、本格的にコンビで活動していくことになった。NSC在学時代、毎月開催されるRUSHで3位までに入ることはなかったが、M-1グランプリにて3回戦まで進出。
2023年、『深夜のハチミツ』に抜擢される。同年9月に行われたKakeru翔チャレンジバトルに10位でランクインし、翌月よりよしもと漫才劇場に所属。12月9日、女芸人No.1決定戦THE Wで決勝へ進出。Aブロックでスパイクに敗れ敗退した。
2024年4月、東京進出を果たすさや香の後任として、朝日放送『Newsおかえり』の水曜レギュラーに就任。同時にさや香がレギュラー時代に務めていたコーナー「ヌシノメシ」のリポーターも引き継いだ。

## 芸風
主にしゃべくり漫才を演じ、ほんわかしたといろのボケに対してとんずが偏見や毒舌も交えてキレよくツッコむ。THE Wの決勝では、岸和田市やビッグモーターをイジったネタを披露し、話題を呼んだ。とんずは髪にメッシュを入れて襟足は長めでサブカル系の出で立ち、といろはストレートの黒髪でワンピース姿。「一目見ただけで真逆」と言われるものが出演する時の主なパターンだが、これは「声や髪やメイクとかをあえて覚えやすい形にしている」との2人の戦略であるという。

## 賞レース戦歴

### M-1グランプリ
| 年度             | 結果      | エントリー No. | 会場                   | 日程     |
| ---------------- | --------- | -------------- | ---------------------- | -------- |
| 2022年（第18回） | 3回戦進出 | 2243           | よしもと漫才劇場       | 10月25日 |
| 2023年（第19回） | 2回戦進出 | 300            | 森ノ宮よしもと漫才劇場 | 10月19日 |
| 2024年（第20回） | 3回戦進出 | 1320           | よしもと祇園花月       | 10月27日 |

### その他
- 2022年 女芸人No.1決定戦 THE W 2回戦進出[19]
- 2023年 UNDER5 AWARD 3回戦進出[20]
- 2023年 女芸人No.1決定戦 THE W 決勝進出（Aブロック敗退）[21]
- 2024年 UNDER5 AWARD 準決勝進出[22]
- 2024年 ABCお笑いグランプリ 準決勝進出[23]
- 2024年 女芸人No.1決定戦 THE W 準決勝進出[24]
- 2025年 上方漫才大賞 新人賞ノミネート[25]
- 2025年 UNDER5 AWARD 準決勝進出

## 出囃子
ofulover「サイトジャックラブ」

## 出演

### テレビ

#### 現在
- newsおかえり（朝日放送、2024年4月 - ）- 水曜レギュラー[26]
- ZIP!（日本テレビ、2024年5月 - ） - 「流行ニュース キテルネ!」リポーター[27]

#### 過去
- ちょいバラ『おばちゃんが告ぐ!』（朝日放送、2024年6月2日 - 23日） - 冠番組[28]

### ラジオ
- Clip（ラジオ関西、2024年4月2日 - ）- 火曜パーソナリティ[29]

## 単独ライブ

### 2024年
- 『プールサイドガール』（4月20日、よしもと漫才劇場）※初単独
- 『はるかぜに告ぐ 裏単独ライブ～パシャパシャ～』（5月23日、Yogibo META VALLEY）
- 『プールサイドガール～雨天決行～』（6月29日、神保町よしもと漫才劇場）
- 『はるかぜに告ぐ ネタ単独ライブ　ラスガノ』（9月7日、よしもと漫才劇場）

### 2025年
- 『はるかぜに告ぐ 裏単独ライブ～Swinga!!～』（2月25日、Yogibo META VALLEY）
- 『はるかぜに告ぐ 3年目初単独ライブ～キタカゼ～』（7月19日、よしもと漫才劇場）